# Механіко-машинобудівний інститут
Механіко-машинобудівний інститут — один з факультетів Національного технічного університету України «Київський політехнічний інститут»

## Історія інституту
Механіко-машинобудівний інститут (до 1999 року — механіко-машинобудівний факультет) був організований в 1898 році як складова частина КПІ і називався механічним відділенням. Першим деканом механічного відділення був Костянтин Олександрович Зворикін.

## Кафедри
- Кафедра динаміки і міцності машин та опору матеріалів — ДММтаОМ;[2]
- Кафедра конструювання машин — ІТМ;[3]
- Кафедра технології машинобудування — ТМ;[4]
- Кафедра механіки пластичності матеріалів та ресурсозберігаючих процесів — МПМРП;[5]
- Кафедра конструювання верстатів i машин — КВМ;[6]
- Кафедра прикладної гідроаеромеханіки і механотроніки — ПГМ;[7]
- Кафедра прикладної механіки — ПМ;[8]
- Кафедра лазерної техніки та фізико-технічних технологій — ЛТФТТ.[9]

### Напрями та спеціальності підготовки фахівців
- ПРИКЛАДНА МЕХАНІКА

1. Динаміка і міцність машин

- ІНЖЕНЕРНА МЕХАНІКА

1. Технології машинобудування
2. Обладнання та технології пластичного формування конструкцій машинобудування
3. Обробка металів за спецтехнологіями
4. Гідравлічні машини, гідроприводи та гідропневмоавтоматика

- МАШИНОБУДУВАННЯ

1. Металорізальні верстати та системи
2. Інструментальне виробництво

- СПЕЦИФІЧНІ КАТЕГОРІЇ

1. Інтелектуальна власність